# メタルルグ・スタジアム (トゥルスンゾダ)
メタルルグ・スタジアム（英: Stadium Metallurg）は、タジキスタン西部の都市トゥルスンゾダにある多目的スタジアムである。

## 概要
1960年に設立された。収容人数は20,000人。主にサッカーの試合に用いられる。タジク・リーグに所属するレガール・タダズがホームスタジアムとして使用する他、サッカータジキスタン代表のホームスタジアムとしても利用される。
2014 FIFAワールドカップ・アジア2次予選のシリア戦や、2014 FIFAワールドカップ・アジア3次予選のウズベキスタン戦で使用された。

## 交通アクセス
タジク鉄道のレガル駅よりタクシーで約5分。